# Юліан фон Моос
Юліан фон Моос (нім. Julian von Moos, нар. 1 квітня 2001, Мюнстерлінген) — швейцарський футболіст, нападник клубу «Люцерн».

## Клубна кар'єра
Народився 1 квітня 2001 року в місті Мюнстерлінген. Вихованець юнацьких команд футбольних клубів «Санкт-Галлен», «Цюрих» та «Базель». У дорослому футболі дебютував 2018 року виступами за резервну команду «Базеля», в якій провів два сезони, взявши участь у 33 матчах чемпіонату. За основну команду з Базеля за цей час він зіграв лише два матчі, так і не закріпившись у рідному клубі у першій половині 2020 року грав на правах оренди за «Віль», забивши сім голів у 13 матчах чемпіонату
Влітку 2020 року фон Моос повернувся до «Базеля». Цього разу провів у складі його команди один сезон, зігравши у 15 іграх чемпіонату, а потім у липні 2021 року він приєднався до нідерландського «Вітессе» на правах оренди на сезон з правом викупу. Однак за кордоном Юліан закріпитись не зумів, зігравши лише 5 ігор у Ередивізі, через що під час зимової перерви достроково повернувся на батьківщину та підписав контракт із «Санкт-Галленом», де провів наступні два з половиною роки.
1 липня 2024 року у статусі вільного агента перейшов до «Серветта», підписавши трирічний контракт. Втім, лише після одного сезону, де він зіграв тільки 15 ігор чемпіонату без забитих голів фон Мооса віддали в оренду у «Люцерн» на сезон 2025/26 з правом подальшого викупу.

## Виступи за збірні
2015 року дебютував у складі юнацької збірної Швейцарії (U-15), де провів три гри і забив 1 гол, після чого наступного року грав за команду до 16 років. У серпні 2017 року він дебютував за збірну U-17, з якою наступного року брав участь у юнацькому чемпіонаті Європи 2018 року. Фон Моос був капітаном у всіх трьох матчах і віддав дві результативні передачі у грі проти Ізраїлю (3:0), але незважаючи на дві перемоги, швейцарці вибули на груповому етапі, посівши третє місце в групі А. Надалі грав за юнацькі команди до 18, 19 та 20 років. Загалом на юнацькому рівні взяв участь у 35 іграх, відзначившись 7 забитими голами.
Протягом 2022–2023 років залучався до складу молодіжної збірної Швейцарії, з якою брав участь у молодіжному чемпіонаті Європи 2023 року, де команда дійшла до чвертьфіналу. Всього на молодіжному рівні зіграв у 8 офіційних матчах, забив 1 гол.

## Статистика виступів

### Статистика клубних виступів
| Сезон                    | Команда                  | Чемпіонат                | Чемпіонат | Чемпіонат | Національний кубок | Національний кубок | Національний кубок | Континентальні кубки | Континентальні кубки | Континентальні кубки | Інші змагання | Інші змагання | Інші змагання | Усього | Усього | Усього |
| Сезон                    | Команда                  | Ліга                     | Ігор      | Голів     | Ліга               | Ігор               | Голів              | Ліга                 | Ігор                 | Голів                | Ліга          | Ігор          | Голів         | Ігор   | Голів  |        |
| ------------------------ | ------------------------ | ------------------------ | --------- | --------- | ------------------ | ------------------ | ------------------ | -------------------- | -------------------- | -------------------- | ------------- | ------------- | ------------- | ------ | ------ | ------ |
| 2018–19                  | «Базель» II              | 1ЛП (ІІІ)                | 20        | 2         | -                  | -                  | -                  | -                    | -                    | -                    | -             | -             | -             | 20     | 2      |        |
| 2019-лют. 2020           | «Базель» II              | 1ЛП (ІІІ)                | 13        | 1         | -                  | -                  | -                  | -                    | -                    | -                    | -             | -             | -             | 13     | 1      |        |
| 2018–19                  | «Базель»                 | СЛ                       | 1         | 1         | КШ                 | 0                  | 0                  | -                    | -                    | -                    | -             | -             | -             | 1      | 1      |        |
| 2019-лют. 2020           | «Базель»                 | СЛ                       | 1         | 0         | КШ                 | 0                  | 0                  | -                    | -                    | -                    | -             | -             | -             | 1      | 0      |        |
| лют.-черв. 2020          | «Віль»                   | ЧЛ (ІІ)                  | 13        | 7         | КШ                 | 0                  | 0                  | -                    | -                    | -                    | -             | -             | -             | 13     | 7      |        |
| 2020–21                  | «Базель» II              | 1ЛП (ІІІ)                | 4+4       | 0+1       | -                  | -                  | -                  | -                    | -                    | -                    | -             | -             | -             | 8      | 1      |        |
| Усього за «Базель» II    | Усього за «Базель» II    | Усього за «Базель» II    | 37+4      | 3+1       |                    | -                  | -                  |                      | -                    | -                    |               | -             | -             | 41     | 4      |        |
| 2020–21                  | «Базель»                 | СЛ                       | 15        | 0         | КШ                 | 0                  | 0                  | ЛЄ                   | 2                    | 0                    | -             | -             | -             | 17     | 0      |        |
| Усього за «Базель»       | Усього за «Базель»       | Усього за «Базель»       | 17        | 1         |                    | 0                  | 0                  |                      | 2                    | 0                    |               | -             | -             | 19     | 1      |        |
| 2021-січ. 2022           | «Вітесс»                 | ЕД                       | 5         | 0         | КН                 | 0                  | 0                  | ЛК                   | 2                    | 0                    | -             | -             | -             | 6      | 0      |        |
| січ.-черв. 2022          | «Санкт-Галлен»           | СЛ                       | 15        | 4         | КШ                 | 2                  | 0                  | -                    | -                    | -                    | -             | -             | -             | 17     | 4      |        |
| 2022–23                  | «Санкт-Галлен»           | СЛ                       | 21        | 4         | КШ                 | 2                  | 3                  | -                    | -                    | -                    | -             | -             | -             | 23     | 7      |        |
| 2023–24                  | «Санкт-Галлен»           | СЛ                       | 23        | 1         | КШ                 | 2                  | 1                  | -                    | -                    | -                    | -             | -             | -             | 25     | 2      |        |
| Усього за «Санкт-Галлен» | Усього за «Санкт-Галлен» | Усього за «Санкт-Галлен» | 59        | 9         |                    | 6                  | 4                  |                      | -                    | -                    |               | -             | -             | 65     | 13     |        |
| 2024–25                  | «Серветт»                | СЛ                       | 15        | 0         | КШ                 | 2                  | 3                  | ЛЄ+ЛК                | 1+2                  | 0                    | -             | -             | -             | 20     | 3      |        |
| Усього за кар'єру        | Усього за кар'єру        | Усього за кар'єру        | 150       | 21        |                    | 8                  | 7                  |                      | 7                    | 0                    |               | -             | -             | 165    | 28     |        |